# Jonathan Tisdall
Pour les articles homonymes, voir Tisdall.
Jonathan Tisdall est un joueur d'échecs et un journaliste norvégien né le 26 août 1958 à Buffalo (New York).
Au 1er novembre 2019, il est le 21e joueur norvégien avec un classement Elo de 2 410 points.

## Biographie et carrière
Champion de Norvège à trois reprises (en 1987, 1991 et 1995), Tisdall reçut le titre de grand maître international en 1993 .
Tisdall représenta la Norvège lors de quatre olympiades : il joua au deuxième échiquier de l'équipe de Norvège en 1988, 1992 et 1996 et au troisième échiquier en 1994.
Il remporta les tournois de
- Gausdal en 1983 et 1985,
- Oslo en 1985, 1986 et 1988 et
- Skei en 1993.

## Publications
Jonathan Tisdall est journaliste et auteur de plusieurs livres sur les échecs :
- (en) J. Spearman, Jonathan Tisdall, Moscow Marathon: World Chess Championship, 1984-85, Harper Collins, 1985
- (en) Raymond Keene, James Plaskett, Jonathan Tisdall, The English Defense, Collier Books, 1988
- (en) Yasser Seirawan, Jonathan Tisdall : Five Crowns, Karpov - Kasparov, World Chess Championship 1990, International Chess enterprises, 1991
- (en) Jonathan Speelman, Jonathan Tisdall, Robert Wade, Batsford Chess Endings, B. T. Batsford, 1993 (ISBN 0-7134-4420-7)
- (en) Jonathan Tisdall, Improve Your Chess Now, Everyman Chess, 1997, 224 p. (ISBN 1-85744-156-7)